# 한강기맥
한강기맥(漢江岐脈)은 오대산국립공원의 두로봉(1422m)에서 시작하여 경기도 양평군 양서면 양수리의 두물머리(북한강과 남한강의 합수점)까지 이어지는 총길이 167km의 산줄기다. 백두대간에서 갈라져 나와 북한강과 남한강을 가르며 서쪽으로 가다가 북한강과 남한강이 만나는 지점인 두물머리에서 끝이 난다. 주로 800m 이상의 높은 산들로 이루어져 있고 길이가 남한의 다른 기맥보다 길어 정맥에 버금가는 수준이다. 오대산(1539m), 계방산(1577m), 발교산(995m), 용문산(1157m), 청계산(656m) 등을 지나며 도중에 주왕지맥, 춘천지맥, 백덕지맥, 성지지맥 등이 분기한다.

## 통과 지역
비로봉~계방산 구간은 비법정탐방로이다.
두로봉(1422m, 백두대간에서 분기) - 두로령 - 상왕봉(1491m) - 오대산(1539m)-비로봉(1563m) - 주왕지맥 분기) - 계방산(1577m) - 운두령(1086m, 국도 제31호선 통과) - 보래령(1055m, 지방도 제424호선 통과) - 불발현 - 춘천지맥 분기) - 구목령 - 백덕지맥 분기 - 운무산(980m) - 먼드래재(국도 제19호선 통과) - 수리봉(959m) - 대학산(876m) - 덕구산 - 응곡산(603m) - 만대산 - 작은삼마치(중앙고속국도 통과) - 오음산(930m) - 삼마치(국도 제5호선 통과) - 금물산(774m, 성지지맥 분기) - 시루봉 - 갈기산(685m) - 신당고개(국도 제44호선 통과) - 밭배고개(국지도 제70호선 통과) - 비솔고개(지방도 제345호선 통과) - 용문산(1157m) - 배너머고개 - 유명산(862m) - 농다치고개-  청계산(658m) - 벗고개 - 두물머리

## 같이 보기
- 백두대간
- 산경표